# Redueña
Redueña – miejscowość w Hiszpanii we wspólnocie autonomicznej Madryt, na północ od Madrytu. Liczy ok. 279 mieszkańców (2009), znajduje się tu także jedno przedszkole publiczne. 